# Nyssodrysina binoculata
Nyssodrysina binoculata är en skalbaggsart som först beskrevs av Bates 1864. Nyssodrysina binoculata ingår i släktet Nyssodrysina och familjen långhorningar.
Artens utbredningsområde är:
- Costa Rica.
- Nicaragua.
- Panama.

Inga underarter finns listade i Catalogue of Life.